# امتیاز نمک
امتیاز نمک به امتیازی گفته می‌شود که در زمان نخست‌وزیری حسن مستوفی‌الممالک به گروهی از تاجران منطقه اراک داده شد تا حق برداشت و فروش نمک از تالاب میقان را به‌طور انحصاری در اختیار داشته باشند. برداشت و حمل و فروش نمک این دریاچه به شهرهای دیگر که پیش از این، منبع درآمدی عده زیادی از مردم شهر اراک بود، با اجرای این امتیاز مختل شد که این امر موجب نارضایتی مردم منطقه را موجب شد. با بالا گرفتن اعتراضات، داود مکی عراقی (۱۲۷۱ هجری قمری - ۱۳۳۲ هجری قمری) که از فقها و روحانیون اراک بود، با نامه‌نگاری با دربار شاه، موجب لغو این امتیاز در سال ۱۳۲۸ هجری قمری شد.